# Associação Rio do Sul Vôlei
Rio do Sul Vôlei est un club brésilien de volley-ball fondé en 1989 et basé à Rio do Sul qui évolue pour la saison 2016-2017 en Superliga feminina.

## Effectifs

### Saison 2016-2017
| No                                            | Nom                                           | Date de naissance                             | Taille                         | Poids                          | Poste                          |
| --------------------------------------------- | --------------------------------------------- | --------------------------------------------- | ------------------------------ | ------------------------------ | ------------------------------ |
| 2                                             | Francine Tomazoni                             | 5 novembre 1991                               | 182                            | 72                             | Passeuse                       |
| 3                                             | Jéssica Dallmann                              | 27 novembre 1991                              | 187                            | 73                             | Centrale                       |
| 4                                             | Natiele Gonçalves                             | 28 novembre 1991                              | 179                            | 72                             | Attaquante                     |
| 6                                             | Aline Silva                                   | 24 janvier 1986                               | 193                            | 80                             | Centrale                       |
| 7                                             | Franciele Stedile                             | 8 octobre 1991                                | 181                            | 66                             | Réceptionneuse-attaquante      |
| 8                                             | Daniele Oliveira                              | 4 novembre 1986                               | 185                            | 70                             | Centrale                       |
| 11                                            | Carolina Leite                                | 15 novembre 1992                              | 166                            | 62                             | Passeuse                       |
| 12                                            | Tatiana Rizzo                                 | 30 décembre 1986                              | 178                            | 64                             | Libero                         |
| 15                                            | Camila Monteiro                               | 17 janvier 1988                               | 185                            | 73                             | Centrale                       |
| 16                                            | Sonaly Cidrão                                 | 20 juin 1993                                  | 181                            | 79                             | Réceptionneuse-attaquante      |
| 17                                            | Kasiely Clemente                              | 6 décembre 1993                               | 181                            | 60                             | Réceptionneuse-attaquante      |
| 18                                            | Juliana Paz                                   | 24 mai 1986                                   | 180                            | 65                             | Réceptionneuse-attaquante      |
| 20                                            | Nayara Félix                                  | 23 mai 1991                                   | 175                            | 69                             | Réceptionneuse-attaquante      |
|                                               |                                               |                                               |                                |                                |                                |
| Encadrement technique                         | Encadrement technique                         |                                               | Légende                        | Légende                        | Légende                        |
| Entraîneur : Fernando Bonatto                 | Entraîneur : Fernando Bonatto                 | Entraîneur : Fernando Bonatto                 | : Capitaine                    | : Capitaine                    | : Capitaine                    |
| Entraîneur(s) adjoint(s) : Jeferson Vandresen | Entraîneur(s) adjoint(s) : Jeferson Vandresen | Entraîneur(s) adjoint(s) : Jeferson Vandresen | : Joueuse blessée actuellement | : Joueuse blessée actuellement | : Joueuse blessée actuellement |